# Izraelska ženska vaterpolska reprezentacija
Izraelska ženska vaterpolska reprezentacija predstavlja državu Izrael u međunarodnom športu ženskom vaterpolu.

## Sastav
Sastav na EP 2018.
| Ime i prezime        | Klub                   |
| -------------------- | ---------------------- |
| Ayelet Peres         | ASA Tel Aviv           |
| Miriam Bogachenko    | Hapoel Petah Tikva     |
| Eden Tal             | Hapoel Yoqneam         |
| Maya Shechori        | Hapoel Yoqneam         |
| Kerem Noy            | Hapoel Petah Tikva     |
| Semone Futorian      | Hapoel Petah Tikva     |
| Shunit Strugo (kap.) | Hapoel Yoqneam         |
| Lior Ben David       | Hapoel Yoqneam         |
| Inbar Barnea         | Hapoel Yoqneam         |
| Mackenzie Mone       | Club Natació Catalunya |
| Nofar Hochberg       | Hapoel Qiryat Tivon    |
| Abigail Felix        | Hapoel Yoqneam         |
| Inbar Geva           | Hapoel Yoqneam         |
| Dimitrios Mavrotas   |                        |

## Nastupi na velikim natjecanjima

### EP 2018.
- 14. srpnja 2018.:  Izrael -  Italija 2:21
- 15. srpnja 2018.:  Izrael -  Nizozemska 2:20
- 17. srpnja 2018.:  Francuska -  Izrael 9:5
- 19. srpnja 2018.:  Izrael -  Grčka 2:16
- 21. srpnja 2018.:  Izrael -  Hrvatska 7:7

- za 9. mjesto (23. srpnja 2018.):  Izrael -  Srbija 4:4, 1:2 (pet.)

### EP 2020.
- 12. siječnja 2020.:  Nizozemska -  Izrael 22:3
- 13. siječnja 2020.:  Izrael -  Francuska 6:10
- 15. siječnja 2020.:  Španjolska -  Izrael 18:2
- 17. siječnja 2020.:  Italija -  Izrael 17:1
- 19. siječnja 2020.:  Njemačka -  Izrael 3:10

- za 9. mjesto (21. siječnja 2020.):  Hrvatska -  Izrael 7:11